# シャルル＝トリスタン・ド・モントロン

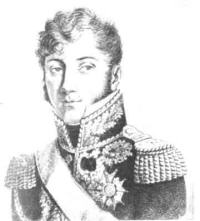
シャルル＝トリスタン・ド・モントロン

シャルル＝トリスタン・ド・モントロン（Charles-Tristan, marquis de Montholon、1783年7月21日 - 1853年8月21日）は、フランス第一帝政期の貴族・軍人。山師的な才能の持ち主。
ルイ18世から元帥に任命される。エルバ島を脱出後の百日天下のナポレオン1世もこれを承認した。
ワーテルローの戦いでナポレオンが敗れるとセント・ヘレナ島へ同行した。ナポレオンの死後、遺言の執行者となりナポレオンから遺産を相続したが使い果たしてしまった。
のちにルイ＝ナポレオン（ナポレオン3世）の企てに参加したことで20年の禁固を言い渡されたが、1848年に釈放された。